# Zuniga
Zuniga Peckham & Peckham, 1892 è un genere di ragni appartenente alla Famiglia Salticidae.

## Distribuzione
Le due specie oggi note di questo genere sono state rinvenute nelle Americhe, precisamente nell'areale compreso fra Panama e il Brasile.

## Tassonomia
Considerato un sinonimo anteriore di Arindas Mello-Leitão, 1933 a seguito di uno studio dell'aracnologa Galiano del 1964 e di Simprulloides Mello-Leitão, 1933 sempre in un lavoro della Galiano del 1981.
A giugno 2011, si compone di due specie:
- Zuniga laeta (Peckham & Peckham, 1892)[2] — Brasile
- Zuniga magna Peckham & Peckham, 1892 — da Panamá al Brasile

### Specie trasferite
- Zuniga exilis (Mello-Leitão, 1943); trasferita al genere Sarinda[1].
- Zuniga furva Chickering, 1946; trasferita al genere Martella[1].
- Zuniga longula (Taczanowski, 1871); trasferita al genere Sarinda[1].
- Zuniga pottsi (Mello-Leitão, 1892); inizialmente rimossa dalla sinonimia con Z.laeta, poi trasferita al genere Martella[1].
- Zuniga wankowiczi (Taczanowski, 1871); trasferita al genere Sarinda[1].